# Zeit (album van Rammstein)
Zeit is het achtste studioalbum van de Duitse band Rammstein, dat op 29 april 2022 verscheen.

## Nummers
| Nr. | Titel             | Duur |
| --- | ----------------- | ---- |
| 1.  | Armee der Tristen | 3:25 |
| 2.  | Zeit              | 5:21 |
| 3.  | Schwarz           | 4:18 |
| 4.  | Giftig            | 3:08 |
| 5.  | Zick Zack         | 4:04 |
| 6.  | OK                | 4:03 |
| 7.  | Meine Tränen      | 3:57 |
| 8.  | Angst             | 3:44 |
| 9.  | Dicke Titten      | 3:38 |
| 10. | Lügen             | 3:49 |
| 11. | Adieu             | 4:38 |